# 広徳寺 (松戸市)
広徳寺（こうとくじ）は、千葉県松戸市にある曹洞宗の寺院。

## 概略と沿革
1462年（寛正3年）、小金城城主高城胤吉の開基である。当時は栗ヶ沢にあったが、1537年（天文6年）に現在地に移転した。
1923年（大正12年）の火災で寺宝等を焼失し、鐘楼のみが当時の名残をとどめている。
当寺は富士山や東京スカイツリーを遠望することができることから、最近ではパワースポット視されるようになったという。

## 交通アクセス
バス
* 京成バス大金平バス停から徒歩で約6分 （経路案内）
鉄道
* 流鉄流山線小金城趾駅から徒歩で約8分 （経路案内）
* JR常磐線北小金駅から徒歩で約15分 （経路案内）